# Briefe des Antonius
Unter den Briefen des Antonius versteht man zwanzig Schriften, die dem Wüstenvater Antonius zugeschrieben werden. Diese Schriften sind alle keine Briefe im eigentlichen Sinn, sondern eher Lehrschreiben.

## Verfasser
Sieben dieser Schreiben sind sich im Inhalt und Stil sehr ähnlich und unterscheiden sich von den übrigen dreizehn Schriften. Die Verfasserschaft des Antonius findet in fünf Briefen (1, 2, 4, 5, 6) explizit Erwähnung, im ersten Brief mit dem Zusatz „dem Einsamen und Obersten der Einsamen“. Sieben Briefe werden von dem Kirchenvater Hieronymus in seinem Werk De viris illustribus (Kap. 88) Antonius zugeschrieben, mit dem Hinweis, dass sie in koptischer Sprache verfasst seien und ins Griechische übersetzt wurden. Bemerkenswert ist der Hinweis, dass sie an verschiedene Klöster versandt wurden, u. a. an ein Hauptkloster in Arsinoë, und dass sie von orthodox-apostolischer Natur seien. Diese Aussagen machen eine Identifikation mit den uns erhaltenen Briefen eindeutig (s. u.). Die Vita Antonii hingegen weiß nichts von der Existenz solcher Briefe, was allerdings nicht zu hoch bemessen werden sollte, da diese stark legendenhaften Charakter hat.

## Adressaten
Als Adressaten werden im sechsten Brief „Brüder, die in Arsinoë und in seiner Nachbarschaft sind“ (V. 1) genannt, im ersten Brief allgemeiner „Brüder, die überall wohnen“ (V. 1). Am häufigsten werden sie als „Kinder“ angeredet (20 mal), davon viermal als „heilige israelitische Kinder“ (6. Brief, V. 12. 14; 7. Brief, V. 1. 8). Namentlich wird niemand erwähnt, was im fünften Brief folgendermaßen begründet wird: „Es besteht keine Notwendigkeit, eure körperlichen Namen zu nennen, die vorübergehen werden, denn ihr seid israelitische Kinder.“ (V. 1)

## Entstehung
Die sieben Briefe wurden ursprünglich in koptischer Sprache verfasst, später ins Griechische, Syrische, Georgische, Arabische und Lateinische übersetzt, wobei die griechischen Versionen vollständig verloren gegangen sind und von den koptischen Versionen nur Fragmente erhalten sind. Da die Briefe in De viris illustribus erwähnt werden, müssen sie auf jeden Fall vor 392/3 n. Chr. in Ägypten entstanden sein.

## Inhalt der sieben „echten“ Antoniusbriefe
Im ersten Brief wird zuerst auf die drei Arten der Berufung eingegangen (V. 2–21): Die erste Berufung geschieht in Freiwilligkeit durch das Gesetz der Liebe, wie es bei Abraham der Fall war (V. 2–8). Die zweite Berufung geschieht durch das geschriebene Gesetz, das Mose gegeben wurde (V. 9–14). Die dritte Berufung geschieht durch schmerzvolle Züchtigung (V. 15–16). Im zweiten Teil (V. 22–78) wird die Reinigung des Körpers (Augen, Ohren, Mund, Hände, Bauch, Geschlecht und Füße) und der Seele (Gedanken und Affekte) durch den Geist Gottes beschrieben. Auch der Mensch soll hierbei aktiv werden, indem er den Körper durch Fasten, Nachtwachen und schwerem Arbeiten, durch Enthaltsamkeit und Gebet schwächt.
Im zweiten bis siebten Brief wird wiederholt der Heilsplan Gottes vorgetragen, die Menschen in ihrem ursprünglich guten Zustand zurückzuführen: Zuerst sandte er Mose, der das Haus der Wahrheit gründete. Auf seinem Fundament bauten die Propheten weiter. Als deren Kraft nachgelassen hat, sandte er seinen Einziggeborenen, der in der Lage war, die große Wunde zu heilen. Bis zur Vollendung ist es die Aufgabe des Menschen sich in seiner guten Ursprünglichkeit selbst zu erkennen, um auf diese Weise zur Gotteserkenntnis zu gelangen. Körperliche Begierden sind aufzugeben, um dadurch den Geist zu stärken.
Die sieben echten Antoniusbriefe wurden von der weitaus bekannteren Vita Antonii nicht beeinflusst. Gilt Antonius dort als ein Wundertäter, der mit Dämonen und gelehrten Häretikern gestritten hatte und sogar mit dem Kaiser Konstantin im Briefkontakt gestanden haben soll, so offenbart er sich in den Briefen als ein einfacher Gottesmann (theios aner), der im Gegensatz zur Darstellung der Vita Antonii des Athanasios der Gnosis und dem später als Häretiker verdächtigten Theologen Origenes nahe stand. Im Wesentlichen erweist sich Antonius aber in diesen Briefen als orthodoxer Schrifttheologe, der ausschließlich aus den von der offiziellen Kirche anerkannten biblischen Schriften zitiert und fest in der paulinischen Tradition steht.

## Wirkungsgeschichte
Neben ihrer Erwähnung in De viris illustribus finden sich im „koptisch-monastischen Schrifttum des fünften Jahrhunderts Zitate und Anspielungen auf die Antoniusbriefe“. In den Apophthegmata Patrum (5. Jh.) findet sich im Antoniuslogion 22 eine Parallele zur Lehre der drei Arten von körperlichen Bewegungen, wie sie auch im ersten Antoniusbrief dargestellt wird.

## Forschungsgeschichte
Bis ins frühe 20. Jahrhundert waren die Briefe kein Gegenstand wissenschaftlicher Forschung. Eine erste kritische Ausgabe der syrischen Version erfolgte 1909 durch Friedrich Nau. 1955 veröffentlichte Gérard Garitte eine kritische Ausgabe der georgischen Version samt koptischer Fragmente mit einer Übersetzung ins Lateinische. Von ihm stammt auch die Verseinteilung der Briefe. 1975 kam es zu einer Übersetzung ins Englische durch Derwas J. Chitty und 1981 ins Niederländische durch Christofoor Wagenaar.
Otto Bardenhewer, der sich als erster mit den Inhalten der Briefe befasste, wollte diesen keinen besonderen Wert beimessen, weil sie „zu lang, zu theoretisch, zu saft- und kraftlos“ seien, weswegen er auch eine Verfasserschaft durch den Wüstenvater Antonius für unwahrscheinlich hielt. Zu einem gegenteiligen Ergebnis kommt Franz Klejna: Zwar sei „die Einfachkeit des Denkens und der Sprache“ charakteristisch für die Briefe, aber eben nur deswegen weil Antonius „den bäuerlich einfachen Glauben seiner Fellachen-Aszeten“ zu stärken habe und nicht den von Intellektuellen. In der Untersuchung „The Letters of St. Antony“ kommt Samuel Rubenson zum Ergebnis, dass Antonius eine „ziemlich gute Kenntnis der griech[ischen] philos[ophischen] und theol[ogischen] Tradition“ habe. Sie offenbaren jemanden, der sorgfältig und logisch denken könne. Wincenty Myszor geht darüber hinaus davon aus, dass Antonius auch von der Gnosis beeinflusst sei. Eine Verwandtschaft zwischen den gnostisch ausgerichteten Nag-Hammadi-Texten und den Antoniusbriefen deute darauf hin.

## Übersetzungen
- Derwas J. Chitty: The Letters of St. Antony the Great (= Fairacre Publications. Band 50). S.L.G. Press, Oxford 1975, ISBN 0-7283-0052-4.
- Samuel Rubenson: The Letters of St. Antony … (Diese Monografie, unter der Sektion Sekundärliteratur angegeben, enthält eine Neuübersetzung der Briefe.)
- Christofoor Wagenaar: Leven, getuigenissen, brieven van de heilige Antonius abt (= Monastieke Cahiers. Band 17). Abdij Bethlehem, Bonheiden 1981.

## Sekundärliteratur
- Karl Suso Frank: Antonius von Ägypten und seine Briefe. In: Margot Schmidt u. a. (Hrsg.): Von der Suche nach Gott. Helmut Riedinger zum 75. Geburtstag. Frommann-Holzboog, Bad Cannstatt 1998, ISBN 3-7728-1922-2, S. 65–82.
- Franz Klejna: Antonius und Ammonas. Eine Untersuchung über Herkunft und Eigenart der ältesten Mönchsbriefe (= ZKTh. Band 62). 1938, ISSN 0044-2895, S. 309–348.
- Wincenty Myszor: Antonius-Briefe und Nag-Hammadi-Texte (= JbAC. Band 32). Aschendorf, 1989, ISSN 0075-2541, S. 72–88.
- Alexander Rahm: Übersetzung und Darstellung des ersten Antoniusbriefes. GRIN Verlag, München 2009, ISBN 978-3-640-26153-6.
- Samuel Rubenson: Über die Echtheit des 4. Antoniusbriefs (= Oriens Christianus. Band 73). Harrassowitz, 1989, ISSN 0340-6407, S. 97–128.
- Samuel Rubenson: The Letters of St. Antony. Monasticism and the making of a saint. Fortress Press, Minneapolis, Minn 1997, ISBN 0-8006-2910-8.

## Weblink
- Der Hl. Antonius und seine Briefe auf der Website kloster-habsthal.de (mit Übersetzung der sieben Briefe ins Deutsche)